# Escuela de Comercio Dr. Antonio Bermejo
La Escuela de Comercio Número 2 Dr. Antonio Bermejo es una institución pública de enseñanza secundaria de la Ciudad de Buenos Aires Argentina. Fue fundada en 1897, año en que se constituyó como la primera Escuela de Comercio de Mujeres de la Nación.

## Edificios
La escuela ocupó distintos locales. Los cursos preparatorios funcionaron en la residencia de la directora fundadora Sra. Eusebia Silveyra de Rojas. En 1898 se trasladó a la calle Corrientes 643-645 hasta 1906, fecha en que se traslada a la calle Bolívar 531 y luego al 355 de la misma calle. En 1922 ocupó el edificio de la calle Humberto Primo 782 hasta 1925, cuando se traslada a la avenida Callao 628, cuya edificación data de 1868. Luego, desde el 14 de abril de 1966, se traslada a Juncal 1258, donde funciona durante 28 años. El 31 de diciembre de 1969 se firmó el convenio con la Dirección Nacional de Arquitectura Educacional para la construcción del edificio propio construido bajo el "Plan Quinquenal", el 30 de noviembre de 1973 se coloca la piedra fundamental. hasta que el 14 de julio de 1994 ocupa los fondos del edificio de la Avenida Callao 628 donde se construyó un edificio al que se accede por Riobamba 623.
La fachada de la antigua sede de Avenida Callao 628 y su patio de palmeras (el patio preservado de los tres que originalmente tenía la casa) fueron declarados Monumento Histórico Nacional por Decreto 1946/2012 conservando características de la Arquitectura Argentina de mediados del siglo XIX.
La Escuela de Comercio N°2 “Dr. Antonio Bermejo” se ubica en la Avenida Callao 628, cuya fachada es uno de los Monumentos de la Ciudad de Buenos Aires Argentina, contando a su vez por otra entrada a la que se accede por la calle Riobamba 623/647, inmueble cedido por el gobierno entre las calles Tucumán y Viamonte en el barrio porteño de Balvanera.

## Historia

### Contexto histórico de creación
Domingo Faustino Sarmiento concibió el sistema de educación pública elemental para educar a la población. En este marco, comenzó a crear escuelas de educación primaria femeninas. Su proyecto dio inicio a la Escuela normal, cuya tarea principal era formar futuros maestros argentinos. Se utilizó el método de enseñanza de Pestalozzi, un sistema alemán que proponía pasar de lo concreto a lo abstracto, de lo simple a lo complejo con avances pausados y objetivos bien definidos.
Con la escuela normal las mujeres accedían a la educación secundaria y a una profesión ligada a las labores femeninas.
Este período de Organización del régimen oligárquico argentino, conocido en la historia argentina como Generación del 80, se puede describir como un proceso de consolidación del estado moderno en nuestro país. Argentina se inserta en el mercado mundial como productora de materias primas desarrollando una fuerte inversión extranjera en el sector servicios (transportes, tendidos de red eléctrica, banca etc.).
El país se va a convertir, en palabras de varios historiadores, en el "granero del mundo" alcanzando niveles de cosechas mundiales en trigo, maíz, etc. y como exportador de ganado en pie hasta la aparición de la industria frigorífica. En términos políticos, el país atravesaba una democracia restringida, pues había libertad civil para todos pero participación política para pocos: el aumento de la población con la llegada de la inmigración masiva permitió libertad de trabajo, comercio, adquisición de propiedades pero no así participación política en caso de no adoptar la ciudadanía. De esta forma se mantuvo el control de la población nativa por parte de la clase dirigente del país, mientras el presidente elegía a su sucesor. El fraude electoral era utilizado para mantenerse en el poder.
La Generación del 80 presenta un modelo de control social con la aparición del higienismo el cual tuvo impacto en el desarrollo del Sistema educativo Argentino a través del impulso de la Ley 1420 que rápidamente bajó los índices de Analfabetismo de la población.

### Creación y primeros años de la Escuela Bermejo
Antonio Bermejo fue Ministro de Justicia e Instrucción Pública del Presidente José Evaristo Uriburu (en el período 1895-1898). Durante su gestión impulsó la creación del Museo Nacional de Bellas Artes, la Facultad de Filosofía y Letras (Universidad de Buenos Aires), la Escuela Técnica Otto Krause y la escuela Comercial de Mujeres de la Nación Argentina en la cual las mujeres ingresaban al mercado laboral como trabajadoras domésticas y obreras textiles. El crecimiento económico del país permitió ampliar sus oportunidades laborales en el comercio y en las oficinas administrativas.
Esta escuela fue creada en 1897 cuando el Dr. Bermejo llevó al Congreso de la Nación Argentina la propuesta de incluir una partida de dinero para crear una Escuela Nacional de Comercio para mujeres. Se habían creado en el país otras escuelas de comercio y a fin de dar a las mismas un plan orgánico general, el Poder Ejecutivo, siendo Ministro de Instrucción Pública el Dr. Joaquín Víctor González, dictó el 16 de febrero de 1905, un decreto dividiendo las escuelas existentes en tres categorías: Superior, Medias y Elementales. La Escuela de Comercio de mujeres perteneció a la primera categoría.
En el 28 de febrero de 1910 se la nombra Escuela Superior de Comercio para Mujeres. La primera directora fue Eusebia Silveyra de Rojas. Las clases se dictaban en el turno noche debido a que las alumnas trabajaban durante el día. Entre los profesores se encontraron Eva Basabilvaso y Leonor Scout de Linay. Las alumnas cursaban durante dos años y entre las materias que se dictaban se encontraba Telegrafía para facilitar las comunicaciones del país que sostenía el modelo agroexportador según la Historia económica de Argentina. La matrícula era de 101 alumnas. 
En 1905 se inician los cursos diurnos y en 1911 egresa la primera promoción femenina de peritos mercantiles.
La escuela se ha ubicado a nivel nacional como formadora de mujeres aptas para el trabajo comercial.
Por nota de septiembre de 1932, la dirección solicita al Ministro de Justicia e Instrucción Pública Dr Manuel María de Iriondo, imponer a la escuela el nombre de su Ministro fundador Dr. Antonio Bermejo. La directora, Zulema M. de Liddle, recibe el 3 de noviembre de 1932 la confirmación del nombre solicitado, firmada por el presidente Agustín Pedro Justo. El 19 de octubre de 1933 se descubre el busto del Dr. Antonio Bermejo con la asistencia del Dr. Manuel María de Iriondo (Presidente y Ministro de la Suprema Corte de la Nación Argentina) y las siguientes autoridades: Roberto Repetto, Antonio Sagarna, Luis Lima y Celestino Pérez, el presidente del Consejo Nacional de Educación Ingeniero Octavio Sergio Pico, el Jefe de la Casa Militar de la presidencia de la Nación Coronel José M. Sarobe, familiares del Dr. Bermejo. Se entregaron medallas incluida una a la hija del fundador, Lila Bermejo. En esta misma década la Escuela de Comercio Dr. Antonio Bermejo otorga el título a diversas escuelas del ámbito privado que no podían otorgar títulos oficiales, creándose así la figura de "escuelas incorporadas". En la década del 40 la escuela alquila el edificio de Juncal 1258. Por exceso de matrícula, en el año 1945 se crea la Escuela de Comercio N° 8 "Patricias Argentinas". Con la Recuperación de la Democracia, se abre un curso mixto incorporándose varones a la matrícula.

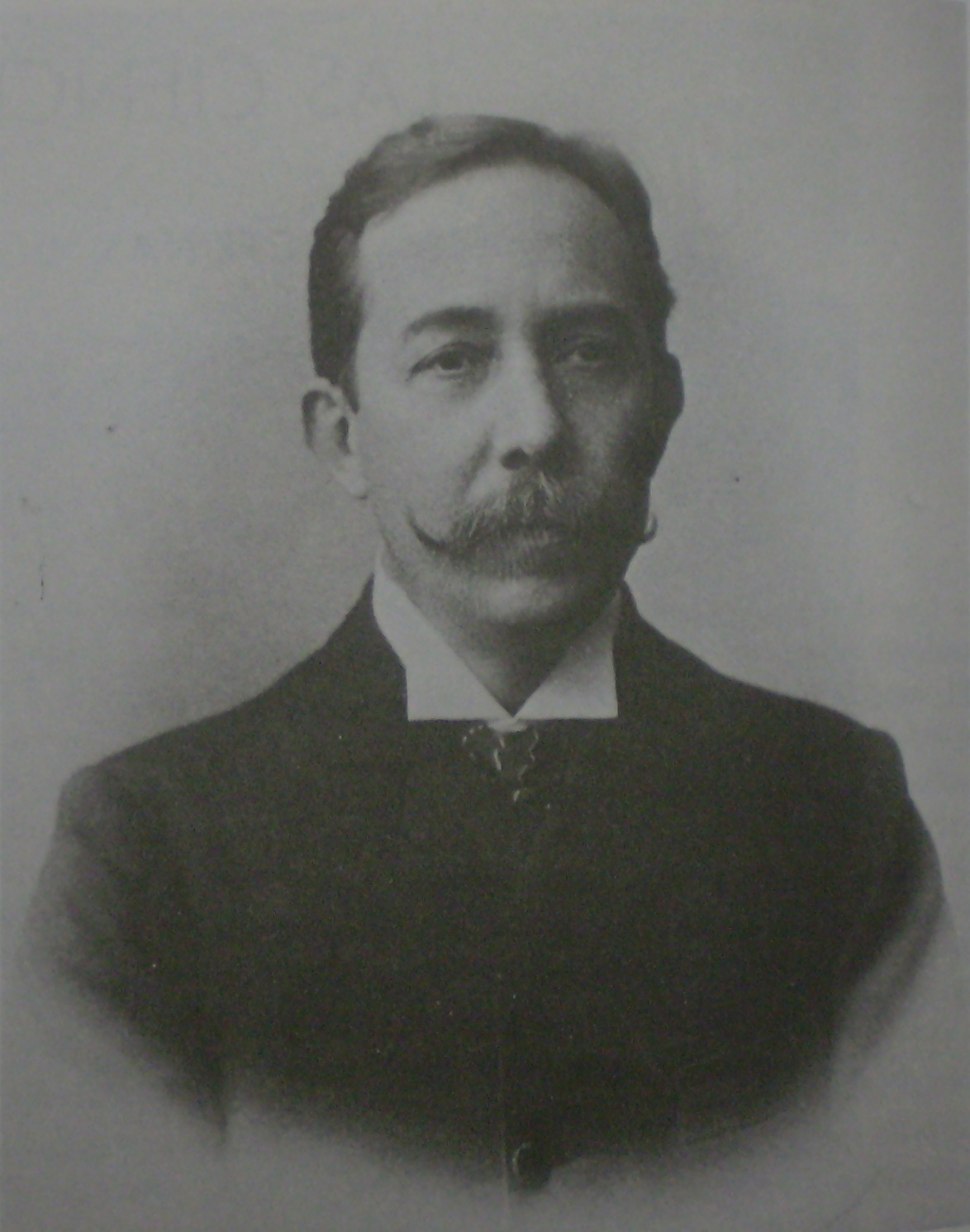
Dr. Antonio Bermejo.

## Algunos profesores destacados
La escuela contó con profesores que tuvieron una destacada actuación en la política, la cultura y la sociedad. Entre ellos se pueden mencionar:
- Alicia Moreau de Justo (1885-1896): Una de las primeras médicas recibidas en el país; periodista y dirigente política; esposa del doctor Juan B. Justo; dirigió la revista Humanidad Nueva y el semanario socialista La Vanguardia desde 1956 hasta 1962; autora de La mujer en la democracia, El socialismo según la definición de Juan B. Justo y Qué es el socialismo en la Argentina. En la escuela fue docente de Biología y Merceología.
- Clorinda Matto de Turner: Destacada periodista y escritora peruana que fijó su residencia en Buenos Aires. Mientras publicaba sus artículos en diferentes periódicos ejerció la docencia en esta escuela hasta que falleció en 1909.
- Sebastián Soler: destacado jurista que ocupó el cargo de procurador de la Nación. Fue profesor de Derecho en la escuela.
- Juan José de Soiza Reilly, profesor de historia, periodista que retrató en sus artículos a Buenos Aires.[11][12]
- Adolfo Lanús: escritor, exministro de Defensa.[13]
- Hebe Ortiz de Rozas de Fleitas.
- Jaime Malamud. Fue profesor de Derecho en la escuela.[14]

## Algunas egresadas destacadas
- Ángela Bernasconi, Directora Fundadora de la Escuela Nacional de Comercio N° 4 en 1929.[15] A su vez fue la primera mujer con el título de Doctora en Ciencias Económicas[16] de la Universidad de Buenos Aires.
- Ángela Azaretti.
- Adela Alcira Witt, Directora fundadora de la Escuela Nacional de Comercio N° 6, creada en 1940.
- Carmen Sofía Amelia Varela, primera secretaria y tesorera de la Escuela Nacional de Comercio N° 6.
- Zulema G. Sullivan, principal artífice de la Asociación Argentina de Secretarias y organizadora de la carrera de Secretaria Ejecutiva en nuestro país.
- Leonor Isacson, Pintora, escultora y expositora internacional.
- Cora Trilsnik.
- Laura Oliva.

## Premios instituidos a los mejores promedios
- 1934: Premio Roger Ballet (sembrador de escuelas).[17]
- 1961: Premio Jaime Malamud.
- 1968: Premio Marta Fiora de Romero Victorica.
- 1965: Premios Fundación Bolsa de Comercio de Buenos Aires.[18]
- 1970: La cooperadora instituyó medallas de oro y plaquetas.

## Galería

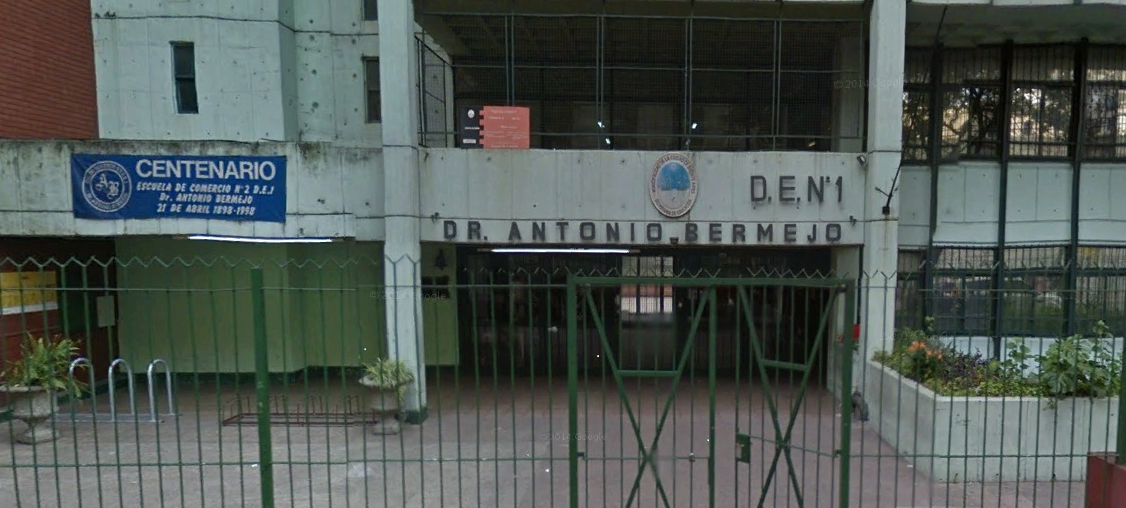
Fachada Riobamba 623
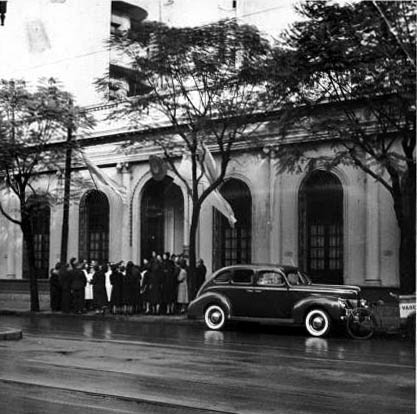
Foto antigua de Fachada histórica
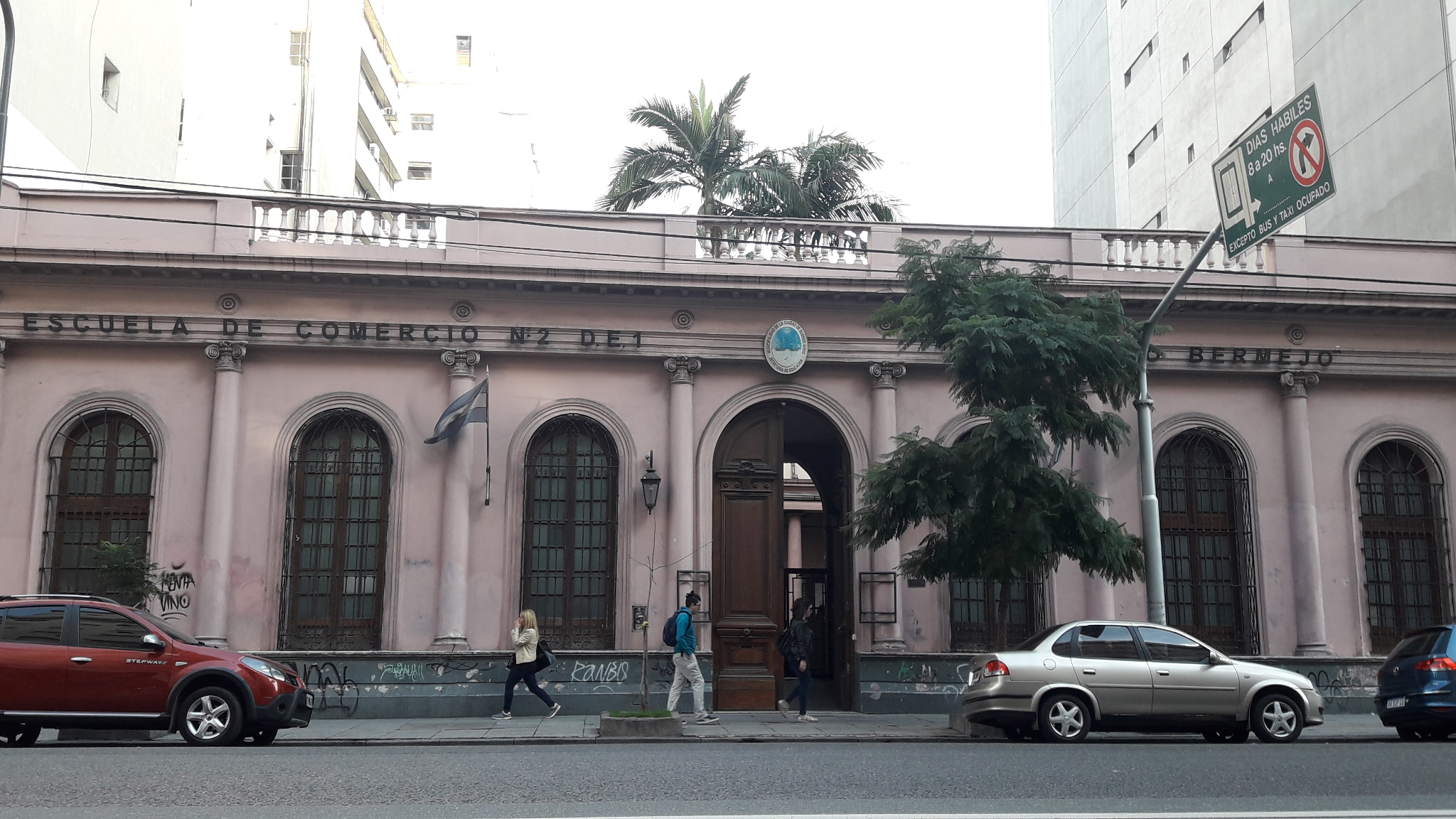
Fachada histórica de Callao 628, CABA, declarada Monumento Histórico
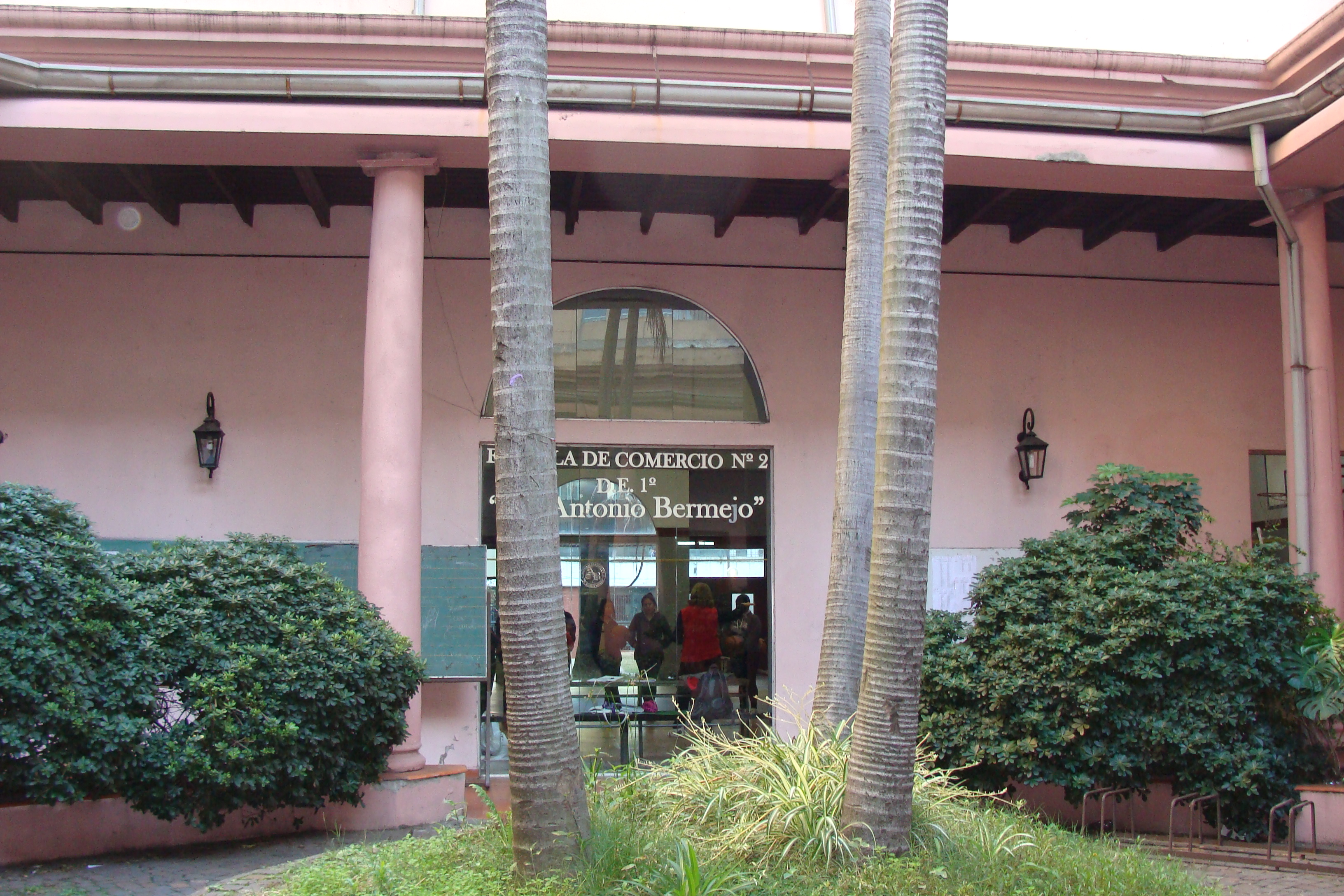
Interior del patio de palmeras
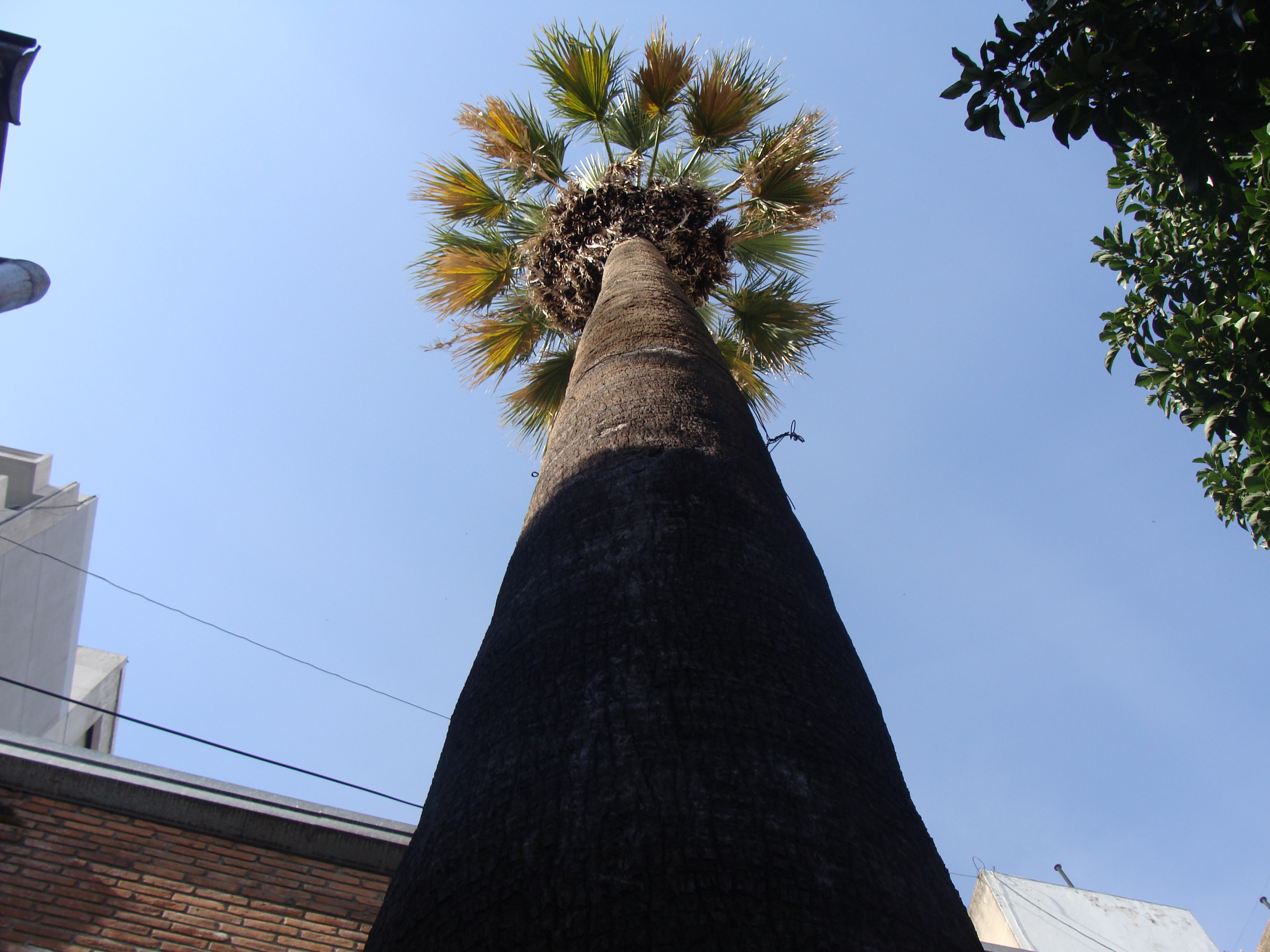
Palmera patrimonial del patio principal
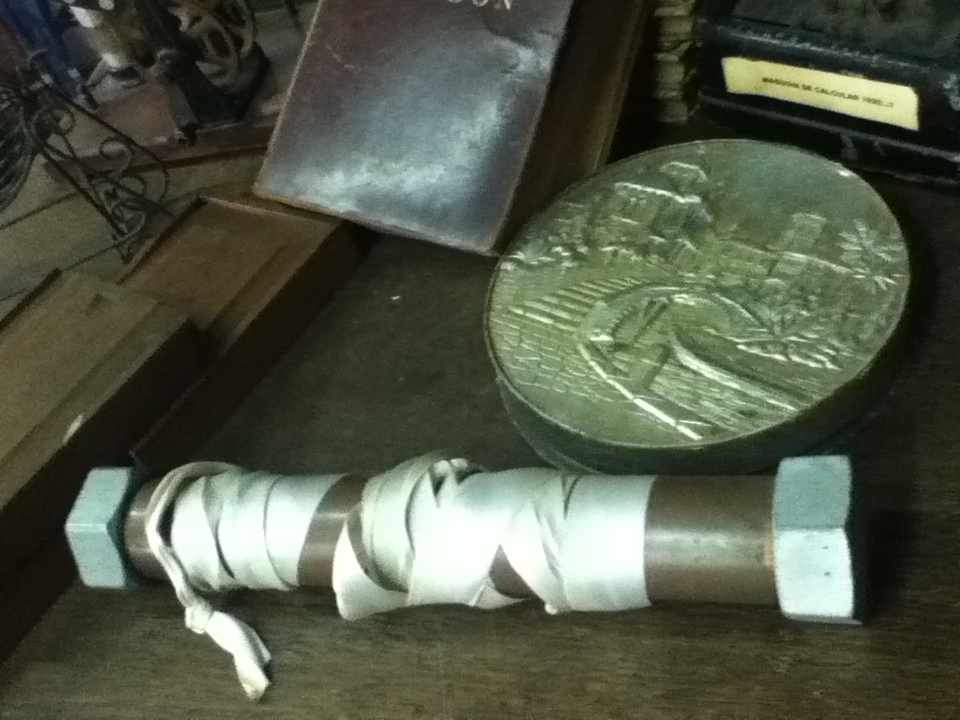
Cápsula del Tiempo